# 竹中重义
竹中重义（日语：／ Takenaka Shigeyoshi，？—1634年3月21日），日本江户时代初期的大名。丰后国府内藩第二代藩主。首任藩主竹中重利的长子。

## 生平
元和元年（1615年），重义继承其父的家督之位。并在府内迎接了遭流放的松平忠直。
宽永六年（1629年）7月27日，代替水野守信担任长崎奉行。推举重义的，是老中土井利胜。在此之前，惯例上来说都是以3000石级别的旗本担任长崎奉行的，以大名担任这一职务确是异例。重义在任期内对吉利支丹（基督徒）实施了残酷镇压，且发明了多种诸如吊穴这种迫使信徒殉教、弃教的方法。更因肥前国岛原藩主松倉重政的劝说，于云仙地狱开始拷问基督徒。宽永八年，首次出现了脚踏圣像的记录。
宽永九年，德川秀忠薨逝，第三代德川家光将军继任后，下达了锁国的命令。重义因此被牵连，涉及到秘密对外贸易的指控。根据宽永六年十月平户荷兰商馆馆长的书信，重义私自发行只能由幕府发行的朱印状，以便自己与东南亚地区进行贸易。宽永十年，重义秘密贸易而收到切腹的命令。十一年二月十二，重义与其子源三郎一同在江户浅草的海禅寺切腹自杀。族人被流放至隐岐岛。至此重光流竹中氏彻底断绝。

## 大众文化
- 沉默，2016年由马丁·斯科塞斯导演的电影。